# Gil Martins de Riba de Vizela
 Gil Martins de Riba Vizela (ca. 1210 – ca. 1274), filho de Martim Anes de Riba de Vizela, alferes-mor do reino, e de Estevainha Pais Gabere, foi um rico-homem e militar português do reinado de Afonso III de Portugal, Mordomo-mor do mesmo rei de 1253 a 1264, foi Tenente de Penela em 1250. 

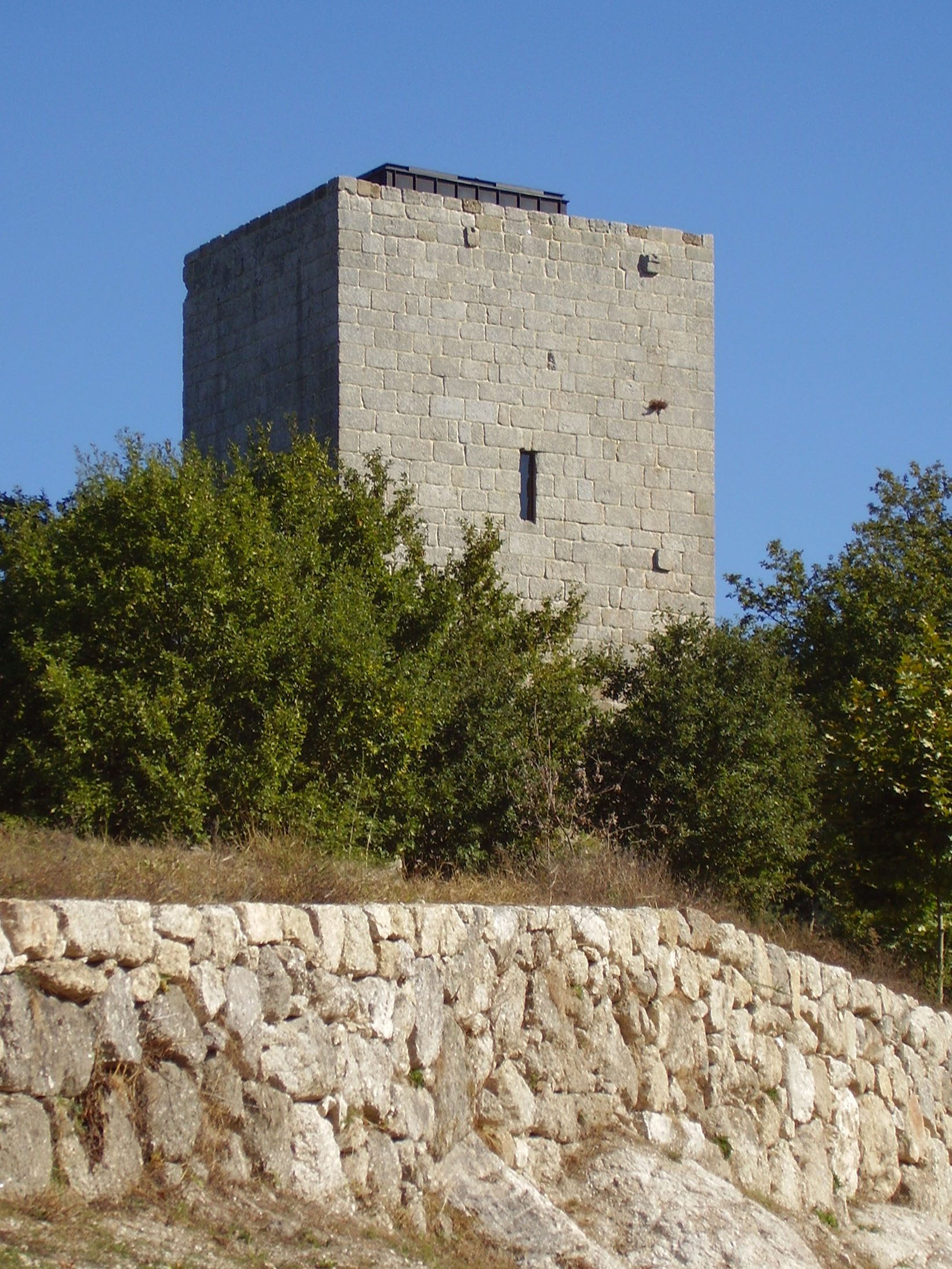
Torre de Vilar em Lousada

Foi Governador de Sintra de 1253 a 1264 e foi acompanhante do rei Sancho II em Toledo, até à morte deste, é a ele que se atribui a construção da Torre de Vilar, em Lousada.

## Matrimónio e descendência
Foi casado com Maria Anes da Maia, filha de João Pires da Maia. de quem teve 4 filhos:
- Guiomar Gil de Riba de Vizela (m. 1286), abadessa no Mosteiro de Arouca, no seu testamento de 23 de Junho de 1286, doou os seus bens em Beja ao seu irmão Martim Gil.
- Constança Gil de Riba de Vizela, casada com João Gil de Soverosa, filho de Gil Vasques de Soverosa e Maria Gonçalves Giron.[2][3]
- Martim Gil I de Riba de Vizela,[4] casado com Mília Fernandes de Castro.
- Teresa Gil de Riba de Vizela (morta em outubro de 1307) a fundadora do Mosteiro de Sancti Spíritus em Toro, Zamora.